# Imma infima
Imma infima är en fjärilsart som beskrevs av Edward Meyrick 1930. Imma infima ingår i släktet Imma och familjen Immidae. Inga underarter finns listade i Catalogue of Life.